# شلوس ویلهلمس‌هوهه
شلوس ویلهلمس‌هوهه (آلمانی: Schloss Wilhelmshöhe) یک کاخ با معماری نئوکلاسیک در کاسل، آلمان است توسط ویلیم یکم، انتخابگر هسن در اواخر قرن هجدهم میلادی ساخته شده و به‌عنوان اقامتگاه تابستانی و خصوصی ویلهلم دوم، امپراتور آلمان مورد استفاده قرار میگرفته‌است.
امروزه این کاخ به‌عنوان موزه آثار باستانی و نقاشی هنرمندانی همچون رامبرانت مورد استفاده قرار میگیرد.

## نگارخانه

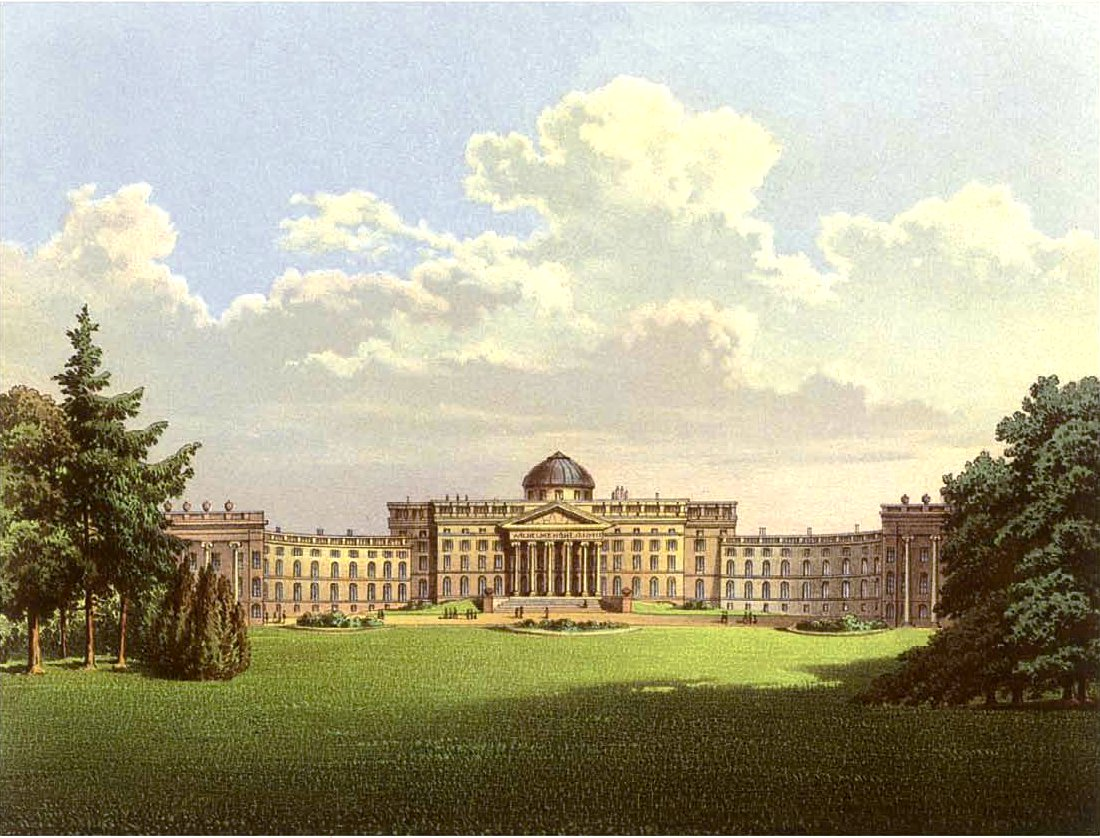
۱۸۶۰
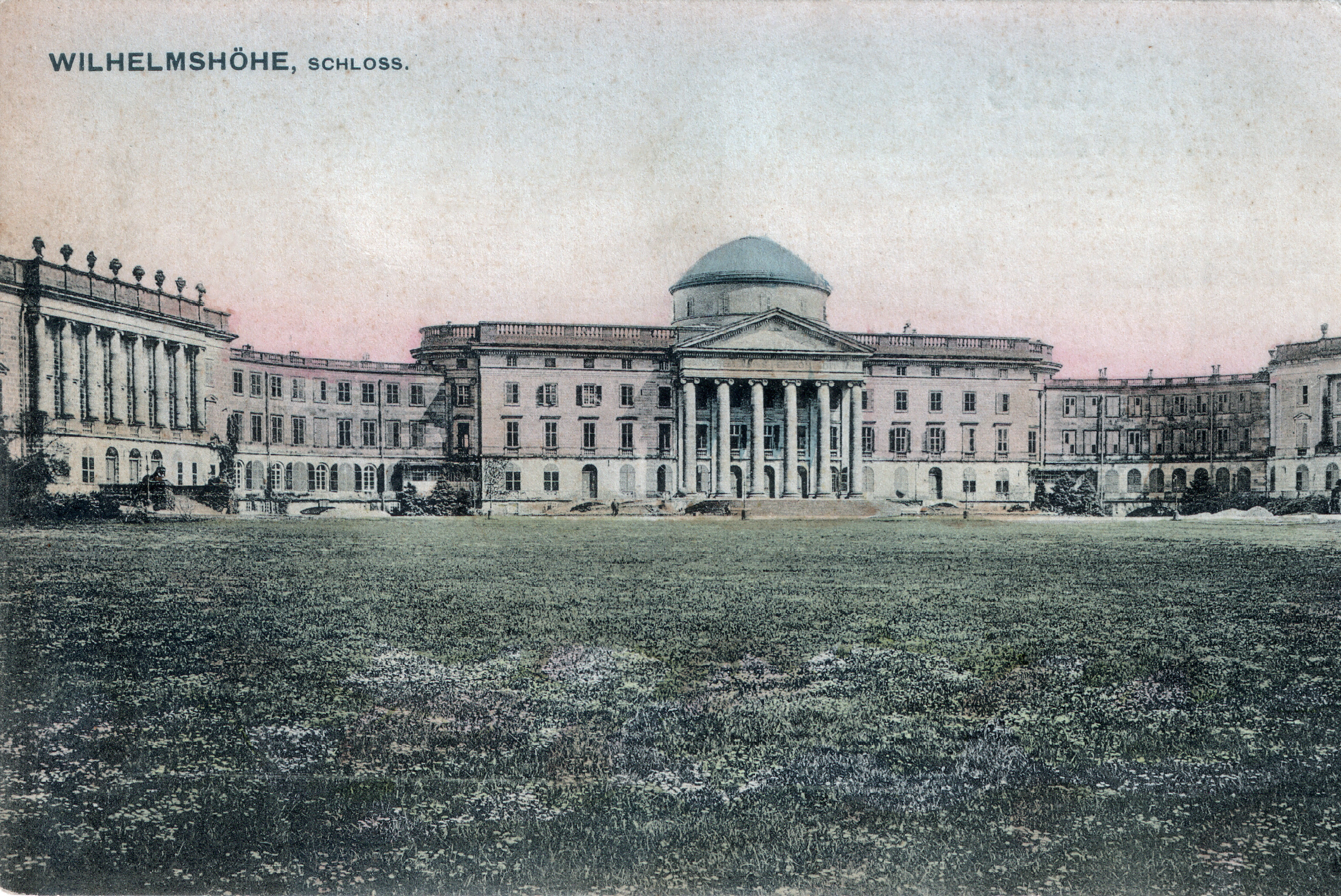
۱۹۲۷
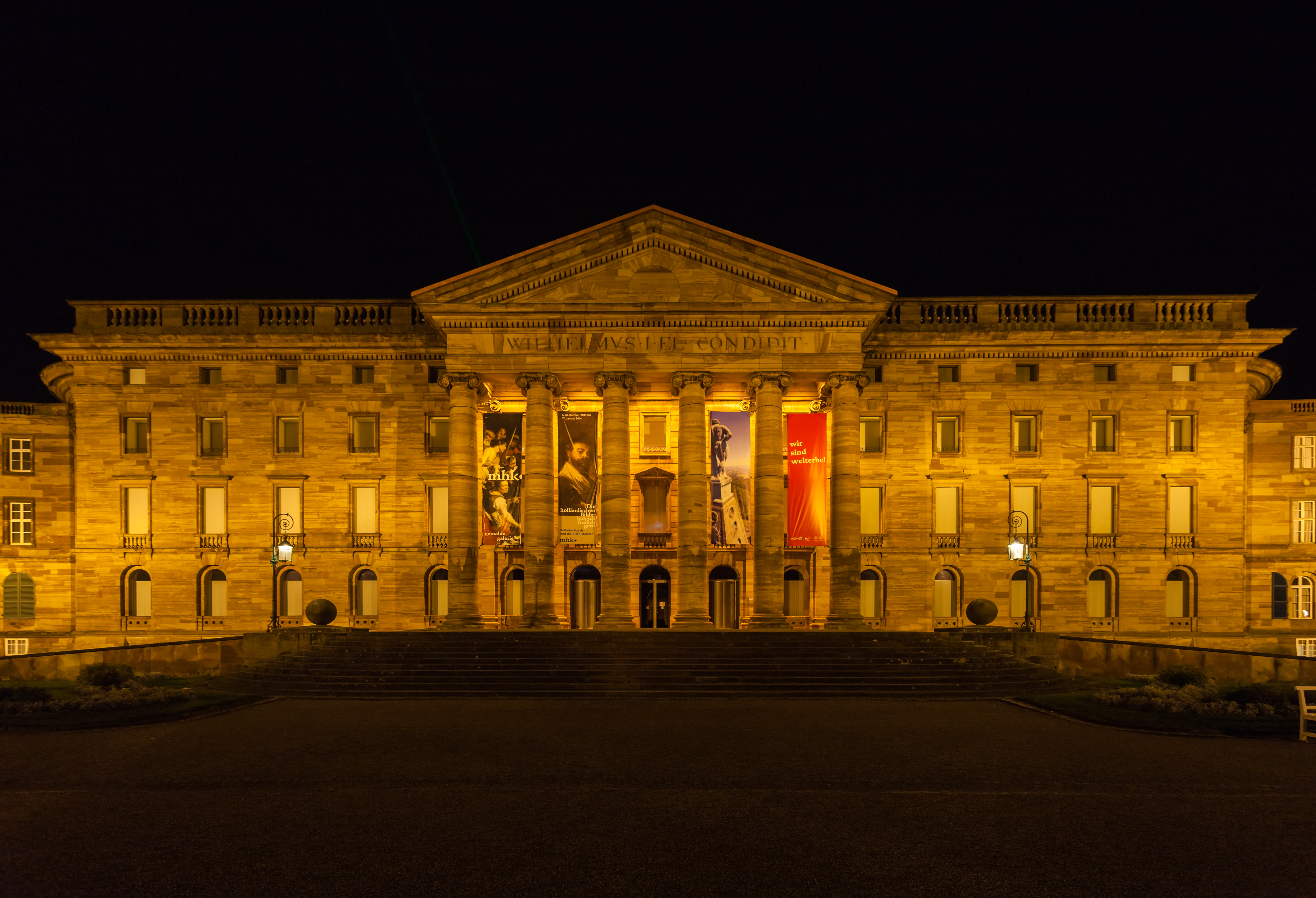
نمایی در شب
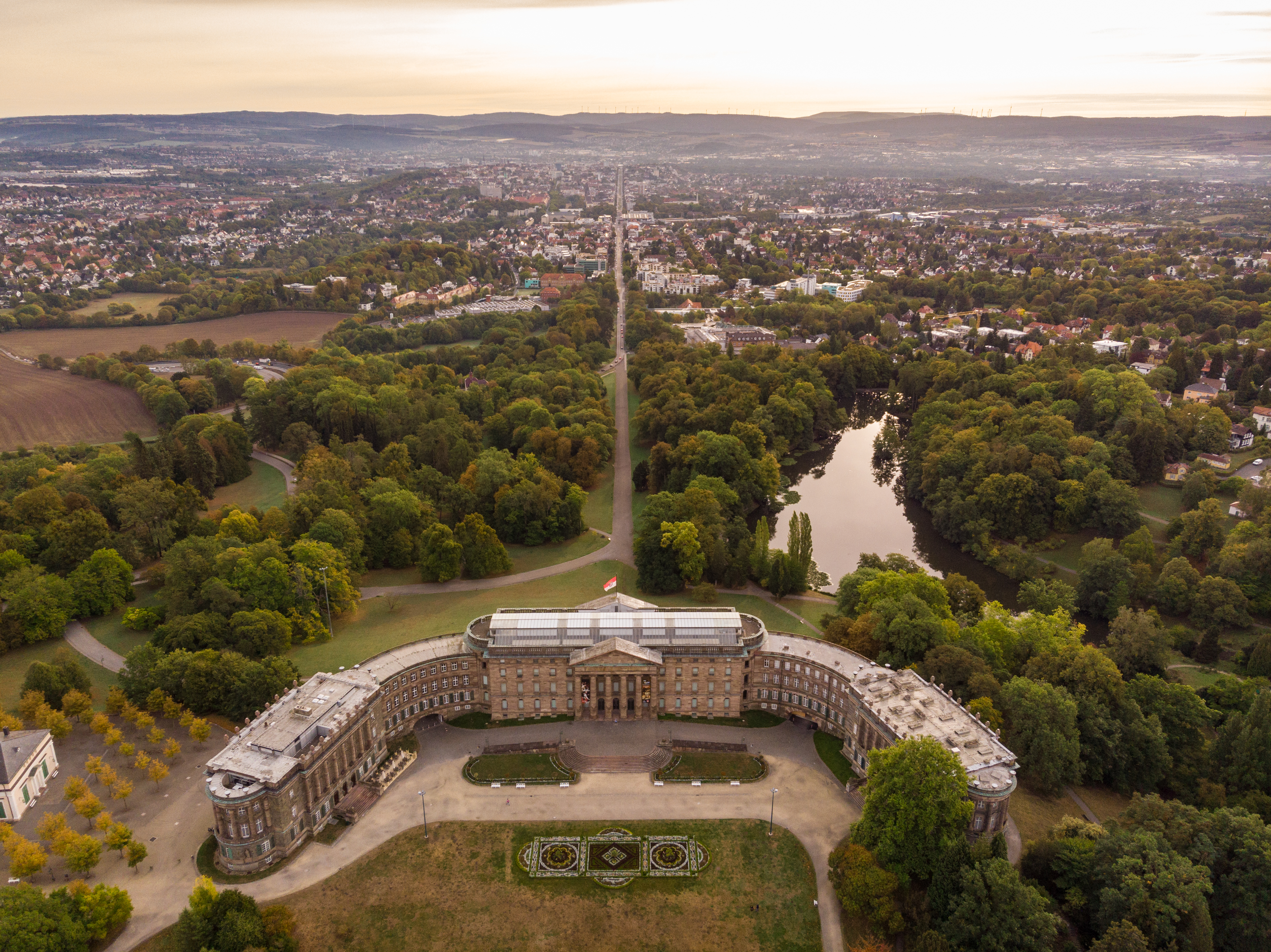
نمایی از بالا و روبه‌روی کاخ
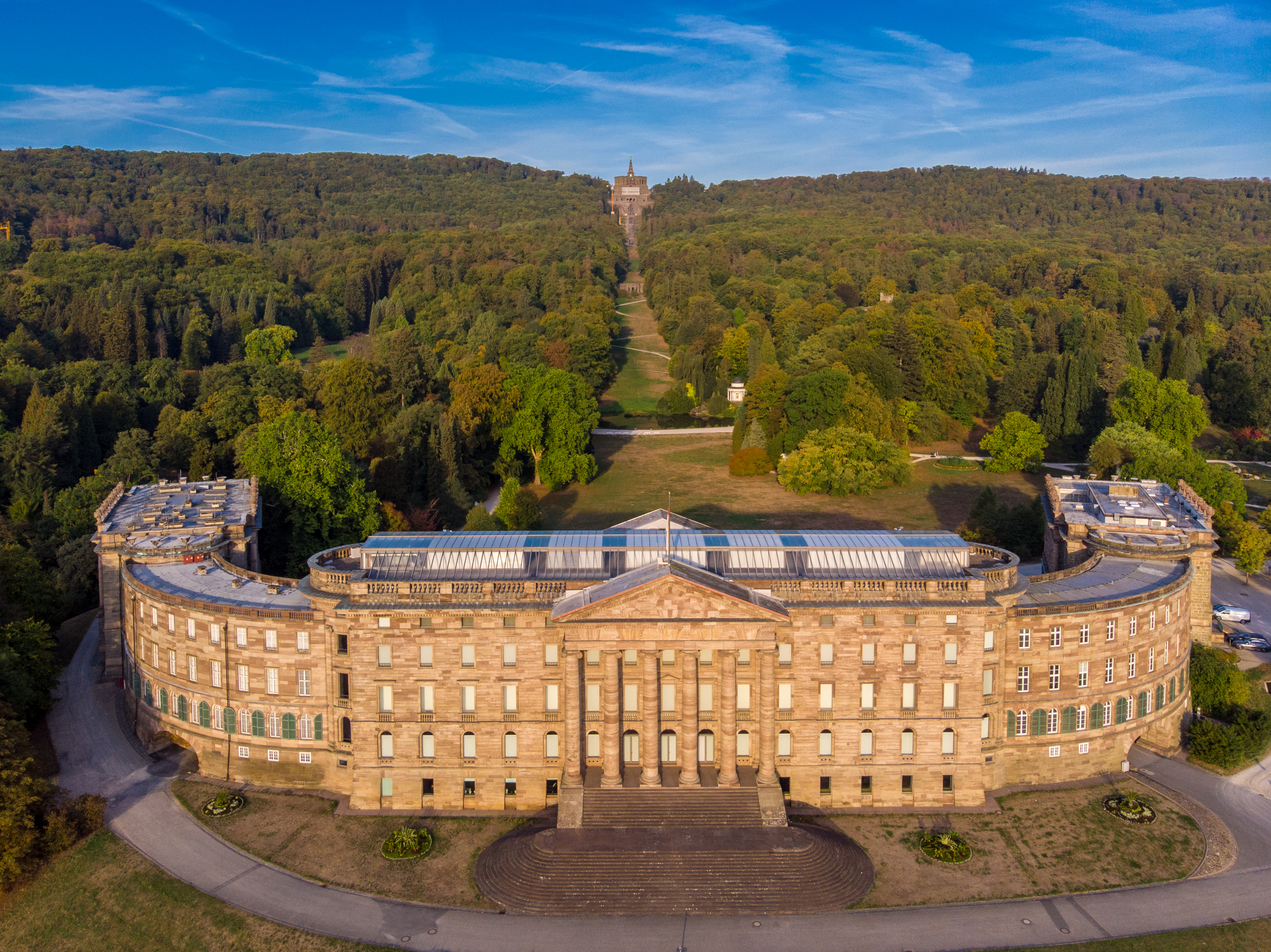
نمایی از بالا و پشت کاخ
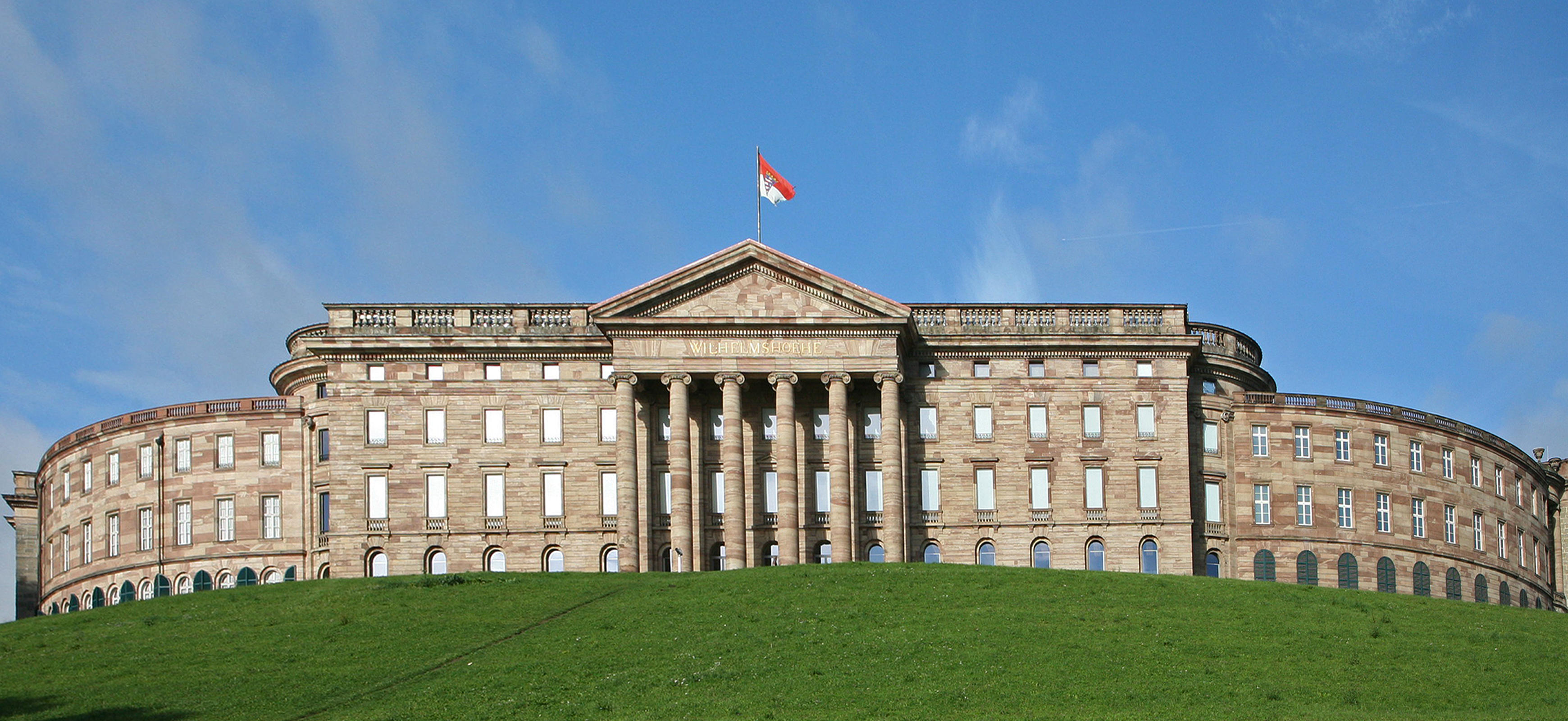
نمایی از پشت کاخ
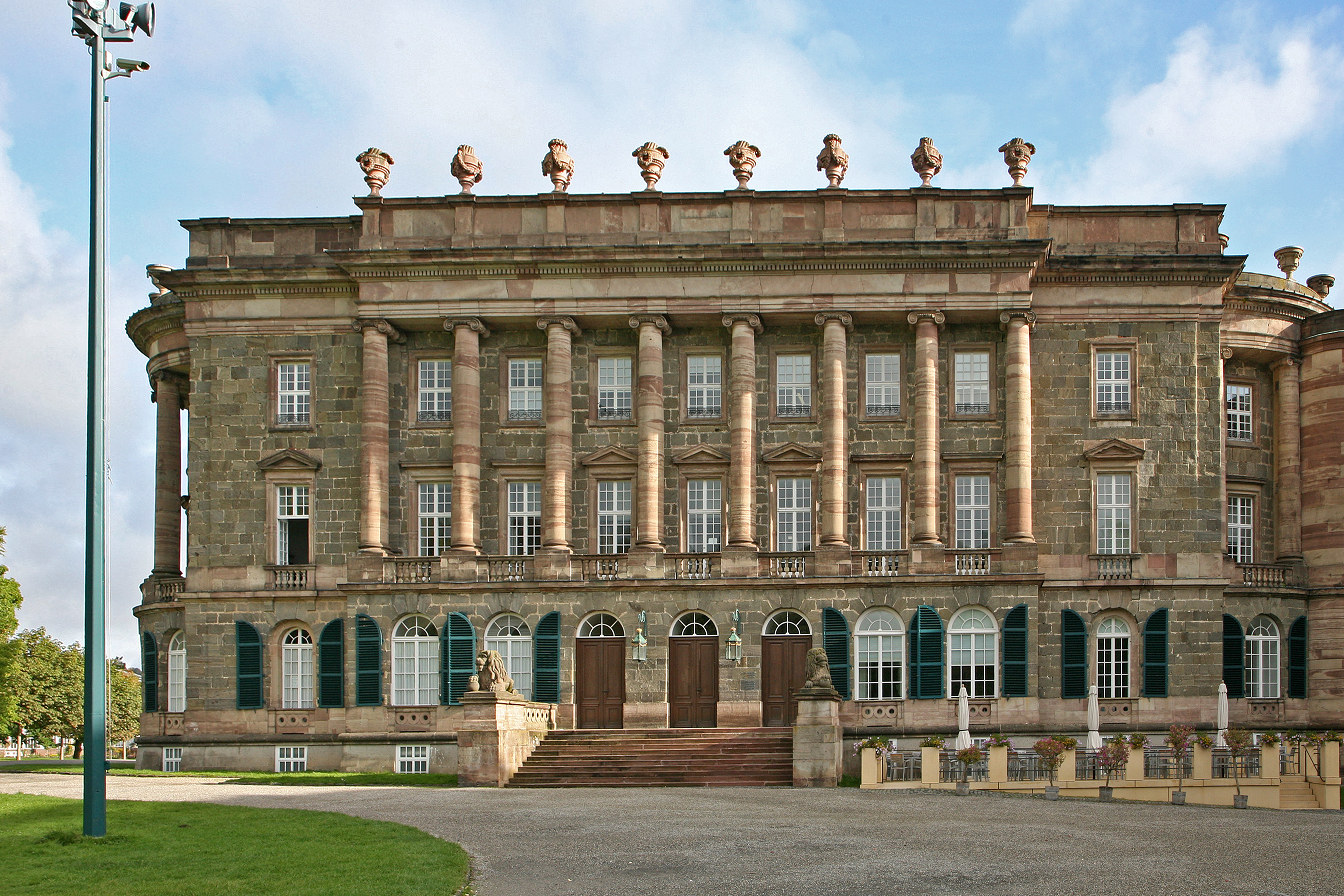
بخش کناری
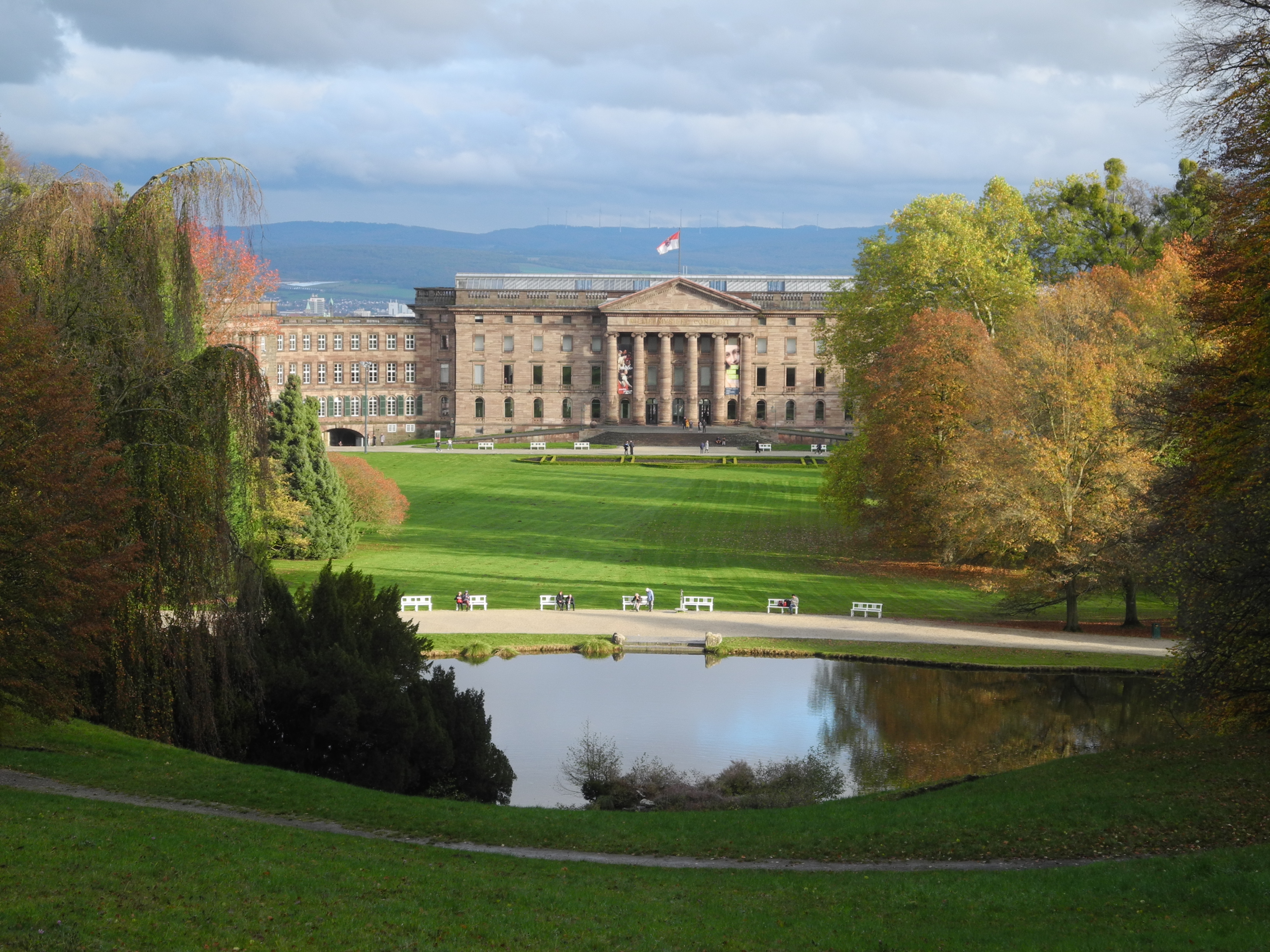
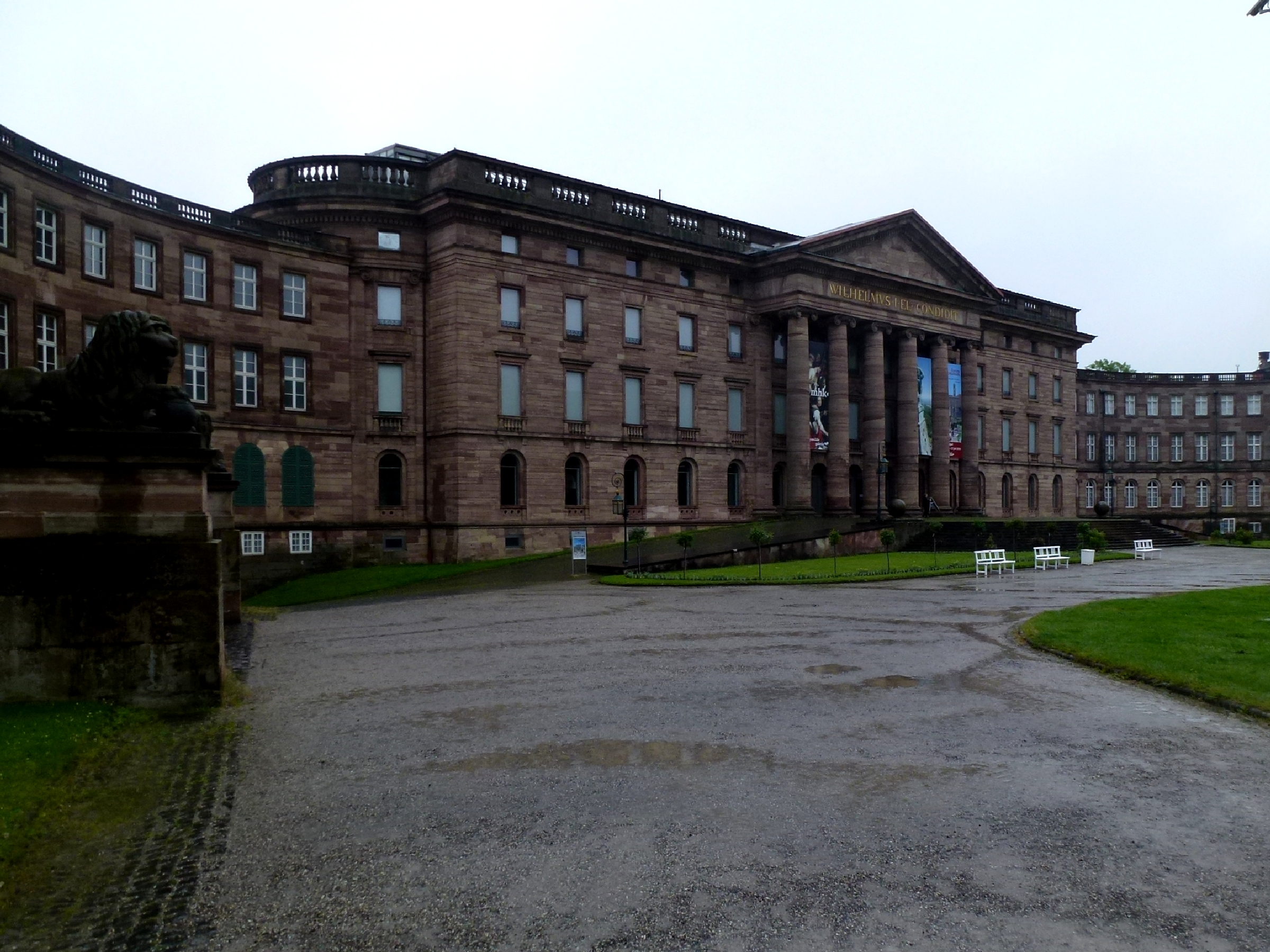